# (31561) 1999 FT5
1999 FT5 (asteroide 31561) é um asteroide da cintura principal. Possui uma excentricidade de 0.03935030 e uma inclinação de 6.93833º.
Este asteroide foi descoberto no dia 21 de março de 1999 por Farra d'Isonzo em Farra d'Isonzo.